# Ljusbukig sorgtyrann
Ljusbukig sorgtyrann (Rhytipterna immunda) är en fågel i familjen tyranner inom ordningen tättingar.

## Utseende och läte
Ljusbukig sorgtyrann är en medelstor tyrann med intetsägande fjäderdräkt. Den är lik en topptyrann, men har mindre näbb, rundare huvud och endast litet kontrast mellan bröst och buk. Lätet består av en fyllig och böjd vissling.

## Utbredning och systematik
Fågeln förekommer från östra Colombia till Surinam, Franska Guyana och Amazonområdet i Brasilien. Den behandlas som monotypisk, det vill säga att den inte delas in i några underarter.

## Levnadssätt
Ljusbukig sorgtyrann hittas i säsongsmässig översvämmade skog- och buskmarker på vitsandsjord. Den för ett anspråkslöst leverne och lokaliseras bäst genom lätet. Beteendet är relativt trögt när den plockar byten från bladverket eller frukt. Fågeln hittas enstaka eller i lös association med andra arter.

## Status
Arten har ett stort utbredningsområde och beståndet anses vara stabilt. Internationella naturvårdsunionen IUCN listar den därför som livskraftig (LC).